# Staurogyne leptocaulis
Staurogyne leptocaulis är en akantusväxtart. Staurogyne leptocaulis ingår i släktet Staurogyne och familjen akantusväxter.

## Underarter
Arten delas in i följande underarter:
- S. l. decumbens
- S. l. leptocaulis